# Période 2 du tableau périodique
La période 2 du tableau périodique est la deuxième ligne, ou période, du tableau périodique des éléments. Elle contient des éléments du bloc s et du bloc p :
| Élément chimique | Élément chimique | Élément chimique | Famille d'éléments     | Configuration électronique[1] |
| ---------------- | ---------------- | ---------------- | ---------------------- | ----------------------------- |
| 3                | Li               | Lithium          | Métal alcalin          | [He] 2s1                      |
| 4                | Be               | Béryllium        | Métal alcalino-terreux | [He] 2s2                      |
| 5                | B                | Bore             | Métalloïde             | [He] 2s2 2p1                  |
| 6                | C                | Carbone          | Non-métal              | [He] 2s2 2p2                  |
| 7                | N                | Azote            | Non-métal              | [He] 2s2 2p3                  |
| 8                | O                | Oxygène          | Non-métal              | [He] 2s2 2p4                  |
| 9                | F                | Fluor            | Halogène               | [He] 2s2 2p5                  |
| 10               | Ne               | Néon             | Gaz noble              | [He] 2s2 2p6                  |